# 夜想曲 (ドビュッシー)

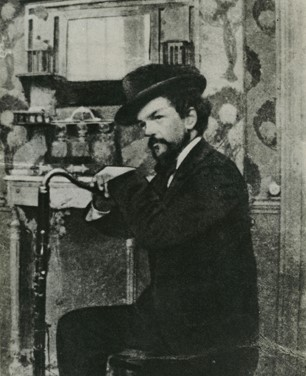
当楽曲の作曲に着手した頃のドビュッシー（1897年撮影）

『夜想曲』（やそうきょく、Nocturnes）は、クロード・ドビュッシーが1897年から1899年にかけて作曲した管弦楽曲。「雲」・「祭」・「シレーヌ」の3曲からなる一種の組曲となっている。
フランス語のまま『ノクチュルヌ』と呼ばれることもある。初稿と改訂稿の2稿があり、どちらの楽譜も手に入る。

## 題名について
「夜想曲」（ノクチュルヌ、ノクターン）はフィールドに始まりショパンが発展させた器楽曲の1ジャンルであるが、ドビュッシーは当楽曲について「《夜想曲》という題名は、ここではより一般的な、とりわけいっそう装飾的な意味で理解されるべきである。だから夜想曲という慣行の形式を意味するのではなく、さまざまな印象と光の特別な効果のすべてを意味する」と述べ、音楽上の形式で捉えるのではなく、より広い意味で且つより絵画的に説明しているものであることを示している。

## 作曲の経緯
『夜想曲』完成に至るまでの道のりは、長いものであった。その途上に於いて、前身的存在といえる作品が2つ登場する。
『3つの黄昏の情景』（Trois scènes au crépuscule ）
初めて当楽曲の前身となる作品について言及が為されたのは1892年9月のことだった。この当時、ドビュッシーは手紙で「『3つの夕暮れ（黄昏）の情景』がほぼ完成しました」としたためている。この『3つの夕暮れ（黄昏）の情景』はアンリ・ド・レニエの「古代ロマネスク詩集」から着想を得たものとされているが、結局、完成して日の目を見ることは無かった。
独奏ヴァイオリンと管弦楽のための『夜想曲』
その後、ドビュッシーは構想を練り直し、1894年8月に「ヴァイオリンと管弦楽のための『夜想曲（ノクチュルヌ）』」という題名を付けるとともに、同年9月にはヴァイオリニストのイザイに宛てた手紙の中で、この構想について以下のように紹介している。
しかし、のちにイザイとの関係が悪化したことから、この構想も立ち消えとなってしまった。
そして1897年12月になって、ようやく現在の形での『夜想曲』の作曲に着手することになったわけであるが、ここに至るまでにドビュッシーは『ペレアスとメリザンド』に着手していたり（1893年）、『牧神の午後への前奏曲』を完成させたりしてきている（1894年）。

## 初演
先ず「雲」と「祭」の2曲を1900年12月9日にパリに於いてカミーユ・シュヴィヤールが指揮するラムルー管弦楽団の演奏にて初演、翌1901年の10月27日に同じコンビにて全3曲の初演を同じくパリに於いて行った。
先行して行われた初めの2曲の初演に立ち会っていた批評家アルフレッド・ブリュノーは、これら作品からホイッスラーの絵画を連想する、と述べているが、この要因として、ホイッスラーはアメリカの画家であるが、彼自身『黒と金の夜想曲』や『青と銀の夜想曲』といった題名の絵画を描いていたため、とされている。なお、ホイッスラー自身は1892年にパリに引っ越してきて1897年ないし98年まで居住している。また『夜想曲』は19世紀末に制作された詩や絵画に数多く出現するタイトルでもあった。
他方、ホイッスラーは色彩と音楽の両概念を結びつけることを好んだ画家であり、その画風にドビュッシーも好感を抱いていたことから、彼の絵画が当楽曲の作曲に向けて得た着想の源にもなったのでは、と推測する向きも存在する。
日本初演は1927年12月17日に奏楽堂にて、チャーレス・ラウトロプ指揮、東京音楽学校の管弦楽団によりなされた。

## 楽曲構成
以下の3曲で構成されている。演奏所要時間は約25分。
1. 雲 (Nuages)
空の雲のゆっくり流れて消えていく様を描写したもの。冒頭に「セーヌ河の上に垂れこめた雲」を表すクラリネットとバスーンの動機が現れる。この動きはムソルグスキーの歌曲集『日の光もなく』からの借用であるという指摘がある。4分の6拍子のリズムに「汽船のサイレン」を表すコーラングレの旋律が4分の4拍子のポリリズムで絡み、拍節感がぼやけさせられている。ソロを除き常に弱音器がつけられた弦楽器はディヴィジによって細分化され（ヴァイオリンは第1、第2がそれぞれ6分割、合計12分割）、弱音器をつけたホルン、低音域のフルートなどと共にこの曲独特の「灰色」のテクスチュアを作る。中間部でハープを伴ったフルートが東洋的な五音音階の旋律を奏でるが、これは1889年のパリ万国博覧会でドビュッシーが聴いた、ジャワのガムランの影響であると考えられる。
2. 祭 (Fêtes)
祭の盛り上がりと祭の後の静けさが描かれている。ff の空虚五度によるリズムが弦楽器によって刻まれ、木管楽器がスケルツォ風の主題を奏でる。活発な3連符のリズムに乗って進行する祭りの音楽が唐突に中断すると、遠くから幻影のような行列が近づいてくる。やがて祭りの主題と行列の主題が同時進行し溶け合うクライマックスを迎え、その後、諸主題を回想しながら消え入るように終わる。トランペットにより次の「シレーヌ」の序奏がさりげなく予告される。
3. シレーヌ (Sirènes)
「シレーヌ」とは、ギリシャ神話などに出てくる生き物である（セイレーンを参照）。この曲ではトロンボーン、チューバ、ティンパニと打楽器は使われていないが、歌詞のない女声合唱（ヴォカリーズ）が加わられており、月の光を映してきらめく波とシレーヌの神秘的な歌声が、精緻なオーケストレーションによって表現される。なお、ドビュッシーが『海』の作曲を開始するのはこれより後、1903年のことである。

## 楽器編成
曲ごとに使用楽器とオーケストレーションが異なる。
雲
フルート2、オーボエ2、コーラングレ、クラリネット（B♭管）2、バスーン3、ホルン（F管）4、ティンパニ、ハープ、弦五部
祭
フルート3（3番奏者はピッコロに持ち替え）、オーボエ2、コーラングレ、クラリネット（B♭管とA管）2、バスーン3、ホルン（F管）4、トランペット（F管）3、トロンボーン3、チューバ、ティンパニ、吊りシンバル、シンバル、小太鼓、ハープ2、弦五部
シレーヌ
フルート3、オーボエ2、コーラングレ、クラリネット（A管とB♭管）2、バスーン3、ホルン（F管）4、トランペット（F管）3、ハープ2、女声合唱（ソプラノ8、メゾソプラノ8）、弦五部